# Gelbkronen-Waldsänger

Verbreitung

Der Gelbkronen-Waldsänger (Myioborus flavivertex) auch Salvin-Waldsänger ist ein kleiner Singvogel aus der Gattung Myioborus in der Familie der Waldsänger (Parulidae). Das Verbreitungsgebiet befindet sich in Kolumbien. Die IUCN listet sie als „nicht gefährdet“ (least Concern).

## Merkmale
Gelbkronen-Waldsänger erreichen eine Körperlänge von 13 Zentimetern. Die Flügellänge beträgt beim Männchen 5,6 Zentimeter, beim Weibchen 5,2 bis 5,3 Zentimeter. Bei den adulten Gelbkronen-Waldsängern und Jungvögeln ab dem ersten Jahr sind der obere Zügel-Bereich, der halbkreisförmige Ring über dem Auge und das schmale Band, das sich über die Stirn zieht, bräunlich-gelb. Das Nackengefieder sowie Kopfgefieder mit einer hervorstechenden gelben Krone ist schwarz. Die Flügel sind dunkel olivgrün mit schmalen grauen Federrändern. Das Oberseitengefieder ist olivgrün, das Unterseitengefieder hellgelb und die Unterschwanzdecken weiß. Der Schwanz ist schwärzlich mit weißen Außenfedern. Ebenfalls schwärzlich sind der Schnabel und die Beine.

## Vorkommen, Ernährung und Fortpflanzung
Gelbkronen-Waldsänger kommen in den Bergketten der Sierra Nevada de Santa Marta im Norden von Kolumbien vor. Sie bewohnen feuchte Bergregenwälder, Wolken- und Nebelwälder und buschartige Waldränder in Höhen von 1500 bis 3050 Metern, sind meist jedoch oberhalb von 2000 Metern anzutreffen. In Höhen von 1500 bis 2000 Metern sind sie oft zusammen mit der Vogelart Larvenwaldsänger (Myioborus miniatus) zu sichten. Sie ernähren sich vorwiegend von Insekten. Das schalenförmige Nest wird gut versteckt am Boden oder nah über den Erdboden angelegt. Die Brutzeit ist nicht genau untersucht. Eine Aufzeichnung gibt es im Mai mit einem aus zwei Eier bestehenden Gelege. Ein gerade flügge gewordener Jungvogel wurde im Juli gesichtet.